# Eishockey in Südafrika
Eishockey ist in Südafrika eine Randsportart, einen nationalen Verband gibt es seit 1936. Es gibt rund 1.350 aktive Spieler, davon 1.170 Nachwuchsakteure und fünf Eishallen. Die südafrikanische Nationalmannschaft, die Springboks, nahm 1961 zum ersten Mal an der Weltmeisterschaft teil.

## Geschichte
Die Ausbreitung des Eishockeysports in Südafrika begann 1936 mit der Gründung eines Verbandes, der South African Ice Hockey Association. In diesem Jahr spielte eine Südafrikanische Auswahl gegen Mannschaften aus Oxford und Cambridge. Schon im Gründungsjahr gelang es dem Verband, eine Liga auf die Beine zu stellen, in der folgende vier Mannschaften spielten: Maple Leafs, Mohawks, Lions und Protea.
Im Sommer 1937 wurde eine österreichische Eishockeyauswahl eingeladen, die überwiegend aus Spielern des Wiener Eislauf-Vereins, zwei Spielern des Eishockey Klubs Engelmann aus Wien, sowie einem vom Wiener Athletiksport Club bestand. Anlass war die Einweihung des Eispalastes in Johannesburg. Die österreichische Mannschaft absolvierte insgesamt acht Spiele gegen Südafrika und lokale Mannschaften.
1946 wurde Südafrika offizielles Mitglied der IIHF. In den Nachkriegsjahren wurde die Saison in den Sommermonaten von September bis April gespielt. Ein großer Star in dieser Zeit war der deutsche Spieler Rudi Ball. Seit dem Ende der 1950er Jahre wurde die Saison von März bis September ausgetragen. 1961 entschloss sich der Verband, die Nationalmannschaft an der Weltmeisterschaft in der Schweiz teilnehmen zu lassen, in der sechs Mannschaften umfassenden C-Gruppe wurde Südafrika Fünfter, nachdem das Team im letzten Spiel Belgien mit 9:2 besiegt hatte. Erst 1966 nahm Südafrika erneut an der C-WM teil, wobei alle vier Spiele deutlich verloren wurden. In den 1960er Jahren war Eishockey vergleichsweise populär in Südafrika. Viele Spieler aus Kanada, Österreich, der Schweiz und Deutschland verstärkten die heimische Halb-Profi Liga, die 3.000-Zuschauer-Halle in Johannesburg war regelmäßig ausverkauft.
In den 1970er Jahren war der Boom wieder vorbei: Der Rand verlor an Wert, wodurch sich nicht mehr so viele Legionäre anlocken ließen, das Niveau der Liga sank allmählich. Mit dem Fernsehen änderten sich auch die Freizeitgewohnheiten der Menschen. Dennoch wurden in diesen Jahren weitere Eisstadien gebaut.
Erst 1992 nahmen die Springboks erneut an einer Weltmeisterschaft teil, die diesmal im eigenen Land stattfand. Südafrika wurde hinter Spanien Zweiter in der C2-Gruppe und verpasste nur knapp den Aufstieg in die C1-Gruppe. Südafrika war 1995, 1998, 1999 und 2002 Ausrichter einer Weltmeisterschaft. 2004 stieg Südafrika aus der Division II in die unterste Leistungsstufe, die Division III, ab, schaffte aber 2005 den sofortigen Wiederaufstieg. 2006 stieg die Mannschaft erneut in die Division III ab. 2007 nahm Südafrika an der Weltmeisterschaft der Division III im irischen Dundalk teil und wurde lediglich vierte von fünf Mannschaften. Ein Jahr später belegte das Team in Luxemburg jedoch Platz zwei hinter Nordkorea und vor den Gastgebern und erreichte damit nach zwei Jahren die Rückkehr in Division II. 2009 stieg man aber sieglos sofort wieder in die unterste Klasse ab. Während gegen Mexiko mit 2:4 nur knapp verloren wurde, setzte es gegen die übrigen vier Gruppengegner zweistellige Niederlagen.

## Turniere und Meisterschaften
Die südafrikanische Meisterschaft war zunächst in zwei Ligen aufgeteilt. In der so genannten Gauteng League spielten mit AMA Horney Pretoria, Wildcats Krugersdorp und Scorpions Vereeniging drei Mannschaften aus der Provinz Gauteng jeweils zweimal gegeneinander. In der Western Province League, deren Spielniveau weit unter jenem der Gauteng League liegt, spielten drei Teams aus Kapstadt: die Sharks, die Eagles und die Rams. Am Saisonende wird im so genannten Interprovincial Tournament der Südafrikanischen Meister ausgespielt. 2006 wurde der Sieger der Gauteng League, AMA Horney Pretoria direkt Landesmeister.
2015 wurde mit der South African Super League eine neue höchste Spielklasse geschaffen, in der drei Mannschaften (Cape Town Kings, Pretoria Capitals und Gauteng Wildcats) um den südafrikanischen Meistertitel kämpfen, und ersetzte dabei das Interprovincial Tournament. Die beiden regionalen Meisterschaften wurden weiterhin ausgetragen.

### Titelträger
- 1937 unbekannt
- 1938 Mohawks IHC Johannesburg
- 1939 unbekannt
- 1940 unbekannt
- 1941 nicht ausgetragen
- 1942 nicht ausgetragen
- 1943 nicht ausgetragen
- 1944 nicht ausgetragen
- 1945 nicht ausgetragen
- 1946 Mohawks IHC Johannesburg
- 1947 unbekannt
- 1948 Johannesburg Lions
- 1949 unbekannt
- 1950 Tigers IHC
- 1951 Wolves IHC
- 1952 unbekannt
- 1953 unbekannt
- 1954 Tigers IHC
- 1955 unbekannt
- 1956 unbekannt
- 1957 unbekannt
- 1958 unbekannt
- 1959 unbekannt
- 1960 unbekannt
- 1961 unbekannt
- 1962 unbekannt
- 1963 Johannesburg Lions
- 1964 unbekannt
- 1965 Wembley Lions, Johannesburg
- 1966 Swiss Bears, Johannesburg
- 1967 Swiss Bears, Johannesburg
- 1968 Swiss Bears, Johannesburg
- 1969 Swiss Bears, Johannesburg
- 1970 Canadian Hush Poppies, Johannesburg
- 1971 Maple Leafs
- 1972 Edelweis, Johannesburg
- 1973 Swiss Bears, Johannesburg
- 1974 Swiss Bears, Johannesburg
- 1975 Jungle Jets, Johannesburg
- 1976 Jungle Jets, Johannesburg
- 1977 Maple Leafs, Johannesburg
- 1978 Maple Leafs, Johannesburg
- 1979 North Stars Pretoria
- 1980 Flyers, Roodepoort
- 1981 Flyers, Roodepoort
- 1982 Flyers, Roodepoort
- 1983 Bullets, Benoni
- 1984 North Stars Pretoria
- 1985 North Stars Pretoria
- 1986 Johannesburg Bullets
- 1987 Flyers, Roodeport
- 1988 Flyers Johannesburg
- 1989 Flyers Johannesburg
- 1990 Johannesburg Bullets
- 1991 Johannesburg Bullets
- 1992 Flyers Johannesburg
- 1993 Flyers Johannesburg
- 1994 Flyers Johannesburg
- 1995 Can-Am Johannesburg
- 1996 Can-Am Johannesburg
- 1997 Pretoria Capitals
- 1998 Pretoria Capitals
- 1999 Wildcats IHC Krugersdorp
- 2000 Wildcats IHC Krugersdorp
- 2001 AMA Horney Pretoria
- 2002 Wildcats IHC Krugersdorp
- 2003 Wildcats IHC Krugersdorp
- 2004 Krugersdorp Wildcats
- 2005 nicht ausgetragen
- 2006 AMA Horney Pretoria
- 2007 Western Gauteng
- 2008 Western Province
- 2009
- 2010 Gauteng
- 2011 Gauteng Miners
- 2012 Cape Town Penguins
- 2013 Pretoria Capitals
- 2014
- 2015 Kempton Park (Gauteng) Wildcats
- 2016 Kempton Park Wildcats
- 2017 Kempton Park Wildcats
- 2018 nicht ausgetragen
- 2019 Cape Town Kings
- 2020 abgebrochen aufgrund der Covid-19-Pandemie
- 2021 abgebrochen aufgrund der Covid-19-Pandemie